# HD122532
HD122532 — хімічно пекулярна зоря спектрального класу B9, що має видиму зоряну величину в смузі V приблизно  6,1.
Вона  розташована на відстані близько 551,9 світлових років від Сонця.

## Фізичні характеристики
Телескоп Гіппаркос зареєстрував фотометричну змінність  даної зорі з періодом    1,84 доби в межах від  Hmin= 6,08 до  Hmax= 6,04.

## Пекулярний хімічний склад
Зоряна атмосфера HD122532 має підвищений вміст 
Si
.

## Магнітне поле
Спектр даної зорі вказує на наявність магнітного поля у її зоряній атмосфері.
Напруженість повздовжної компоненти поля оціненої з аналізу
становить  714,4± 314,8 Гаус.